# 比卡茲

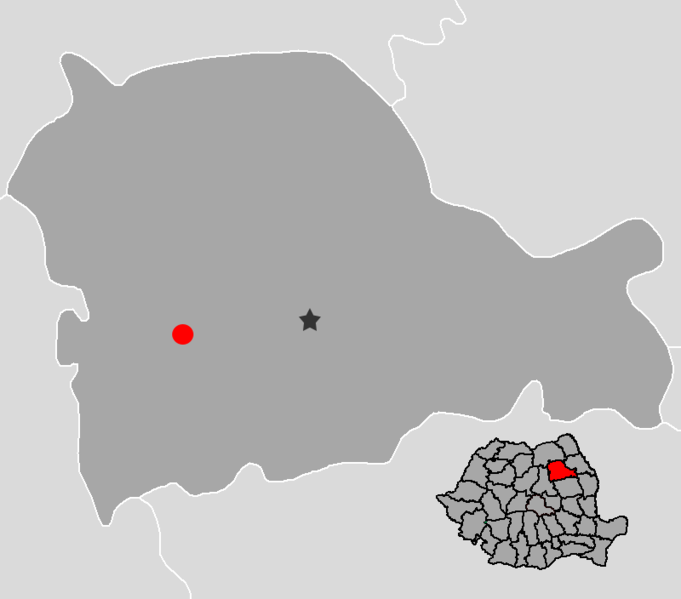

比卡茲是羅馬尼亞的城鎮，位於該國東部喀爾巴阡山脈，距離首府皮亞特拉-尼亞姆茨25公里，由尼亞姆茨縣負責管轄，面積148.9平方公里，海拔高度432米，2002年人口8,428。